# Creagrutus magdalenae
Creagrutus magdalenae är en fiskart som beskrevs av Eigenmann, 1913. Creagrutus magdalenae ingår i släktet Creagrutus och familjen Characidae. Inga underarter finns listade i Catalogue of Life.